# Phaonia fuscata
Phaonia fuscata este o specie de muște din genul Phaonia, familia Muscidae. A fost descrisă pentru prima dată de Fallen în anul 1825. Conform Catalogue of Life specia Phaonia fuscata nu are subspecii cunoscute.